# 江面久
江面 久（えづら ひさし、男性、1967年12月7日 - ）は、日本のアニメーター・撮影監督。Production I.G所属。
Production I.G作品における制作工程ビジュアルエフェクツの責任者。

## 経歴・人物
16才の頃から、高校に通いながら動画を描き始める。
もともとはアニメーターとして数々の作品に参加し、メカ作画監督やエフェクト作画監督などを担当していたが、その当時から撮影現場の環境によって仕上がりにバラツキがあることに不満を抱いており、1990年代半ばにデジタル技術に出会うことにより自ら撮影・エフェクト処理を手掛けるようになる。その後もアニメーターとしての活動も続けている。
独特の効果の入ったその画面は業界では「江面エフェクト」「江面マジック」と呼ばれている。
押井守監督から全幅の信頼を寄せられた一人であり、彼の作品の色彩やエフェクトを全面的に任されている。

## 参加作品

### テレビアニメ
- 機動戦士ガンダムΖΖ（1986-1987年）原画：8話・30話・32話・34話・37話・40話・42話・44話・47話
- めぞん一刻（1986-1988年）原画：47話
- マシンロボ クロノスの大逆襲（1986-1987年）原画：38話・44話
- マシンロボ ぶっちぎりバトルハッカーズ（1987年）原画：1話
- メタルファイター♥MIKU（1994年）作画監督補佐：13話、原画：1話・5話
- メダロット魂（2000-2001年）エンディング・アニメーション3DCG：39話
- お伽草子（2004-2005年）OP1演出
- シュヴァリエ 〜Le Chevalier D'Eon〜（2006-2007年）原画：7話・18話
- 武装錬金（2006-2007年）原画：21話、撮影
- 天元突破グレンラガン（2007年）原画：3話
- 精霊の守り人（2007年）原画：6話
- 地球へ…（2007年）撮影監督・原画：OP2、原画
- Devil May Cry（2007年）原画：OP・1話・6話・12話
- RD 潜脳調査室（2008年）撮影：OP・25話、原画：25話
- 戦国BASARA（2009年）原画：1話
- 世紀末オカルト学院（2010年）原画：2話・5話・8話
- ギルティクラウン（2011年）ビジュアルエフェクト：11話
- 這いよれ! ニャル子さん（2012年）原画：OP・12話
- 魔法陣グルグル（2017年）原画：3話

### 劇場作品
- 餓狼伝説 -THE MOTION PICTURE-（1994年）原画
- スレイヤーズ（劇場版）（1995年）原画
- BLOOD THE LAST VAMPIRE（2000年）画面設計、ビジュアルエフェクツ
- G.R.M. THE RECORD OF GARM WAR（ガルム戦記）（2000年）グレーディング、凍結
- サクラ大戦 活動写真（2001年）ビジュアルエフェクツ
- イノセンス（2004年）ビジュアルエフェクツ
- 劇場版 テニスの王子様 二人のサムライ The First Game（2005年）撮影監督
- 劇場版xxxHOLiC 真夏ノ夜ノ夢（2005年）撮影監督
- 立喰師列伝（2006年）ビジュアルエフェクツ、キャスト
- GHOST IN THE SHELL / 攻殻機動隊2.0（2008年）ビジュアルエフェクツ
- スカイ・クロラ The Sky Crawlers（2008年）ビジュアルエフェクツ
- 宮本武蔵 -双剣に馳せる夢-（2009年）撮影、原画
- ASSAULT GIRLS（2009年）グレーディング・カラリスト
- 東のエデン 劇場版I The King of Eden（2009年）撮影
- 28 1/2 妄想の巨人（2010年）グレーディング
- サイボーグ009（2010年）編集・グレーディング
- 劇場版 戦国BASARA -The Last Party-（2011年）ビジュアルエフェクツ・イメージボード
- THE NEXT GENERATION -パトレイバー-（2015年）12話グレーディング
- 東京無国籍少女（2015年）グレーディング
- Garm Wars The Last Druid（2015年）カラーグレーディング
- DEEMO サクラノオト -あなたの奏でた音が、今も響く-（2022年）撮影

### OVA
- 超獣機神ダンクーガ GOD BLESS DANCOUGA（1987年）原画
- バブルガムクライシス（1987-1991年）原画：2話・3話
- 魔境外伝レディウス（1987年）原画
- ハイスピード・ジェシー（1989-1990年）原画：2話
- 1+2=パラダイス（1990年）原画
- 冒険!イクサー3（1991-1992年）原画：2話・5話
- DELUXE ARIEL（1991年）タイトル・アニメーション、原画：1話・2話
- グリーンレジェンド乱（1992-1993年）機械類作画監督：1話・2話、作画監督補：3話、原画：1話
- ウルフガイ（1992-1993年）原画：5話・6話
- モルダイバー（1993年）原画：3話
- 砂の薔薇（デザート・ローズ） 雪の黙示録（1993年）原画
- なつきクライシス（1994年）原画：1話・2話
- ジョジョの奇妙な冒険（1993-1994年）メカ・エフェクト作画監督、原画：13話
- 超時空世紀オーガス02（1993-1995年）原画：6話
- 精霊使い（1995年）原画
- 魔物ハンター妖子2（1995年）原画
- 妖獣教室外伝（1995-1996年）キャラクターデザイン、原画：2話・3話
- それゆけ!宇宙戦艦ヤマモト・ヨーコ（1996年）原画・1話
- GOLDEN BOY さすらいのお勉強野郎（1995-1996年）エフェクト作画監督：4話、原画：4話・6話
- フリクリ（2000-2001年）原画：2話
- 東京マーブルチョコレート（2007年）原画
- ダンタリアンの書架（2012年）原画

### Webアニメ
- Sol Levante（2020年、Netflixオリジナル作品）キャラクターデザイン、原画、動画、作画技術監督

### ゲーム
- 攻殻機動隊 GHOST IN THE SHELL（1997年）ビジュアルエフェクトスーパーバイザー、原画
- テイルズ オブ デスティニー（1997年）イベント作画監督
- 季節を抱きしめて（1998年）原画
- サクラ大戦3 〜巴里は燃えているか〜（2001年）エフェクトワーク
- サーヴィランス 監視者（2002年）ビジュアルエフェクツ、原画
- OVER THE MONOCHROME RAINBOW featuring SHOGO HAMADA（2003年）デジタルエフェクト
- ソニックライダーズ (2006年) 撮影監督
- 重鉄騎（2012年）音楽、カラーグレーディング（スペシャルトレーラー）

### PV
- Peut-être toi - Anata Kamo（2006年）原画
- Je t'aime - GLAY（2010年）原画・ビジュアルエフェクト・編集
- NEXT A-Class（2012年）撮影監督
- WAR OF BRAINS（2016年）ディレクター・アニメーター